# Ayaki Suzuki
Ayaki Suzuki (japanisch 鈴木 彩貴 Suzuki Ayaki; * 13. April 1987 in der Präfektur Aichi) ist ein ehemaliger japanischer Fußballspieler.

## Karriere
Suzuki erlernte das Fußballspielen in der Schulmannschaft der Chukyo University Chukyo High School und der Universitätsmannschaft der Ritsumeikan-Universität. Seinen ersten Vertrag unterschrieb er 2010 bei Blaublitz Akita. Der Verein spielte in der dritthöchsten Liga des Landes, der Japan Football League. Für den Verein absolvierte er 85 Ligaspiele. 2014 wechselte er zum Zweitligisten Giravanz Kitakyushu. Für den Verein absolvierte er 37 Ligaspiele. 2017 wechselte er zum Erstligisten Yokohama F. Marinos. 2019 wechselte er zum Zweitligisten V-Varen Nagasaki. Ende 2019 beendete er seine Karriere als Fußballspieler.

## Erfolge
Yokohama F. Marinos
- J.League Cup

Finalist: 2018
- Kaiserpokal

Finalist: 2017